# یوجینیو کستلوتی

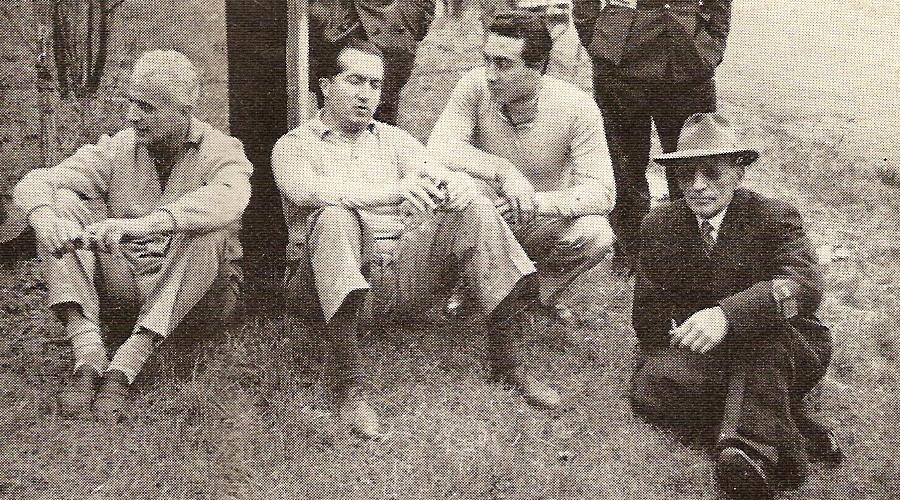
یوجینیو کستلوتی، ردیف نشسته، دومین نفر در سمت راست تصویر

یوجینیو کستلوتی (انگلیسی: Eugenio Castellotti؛ زادهٔ ۱۰ اکتبر ۱۹۳۰ در لودی، لمباردی – درگذشتهٔ ۱۴ مارس ۱۹۵۷ در مودنا) رانندهٔ مسابقات اتومبیل‌رانی فرمول یک اهل ایتالیا بود.
کستلوتی در سن ۲۶ سالگی و در حال آزمایش خودروی جدید فراری برای فصل ۱۹۵۷ در پیست مودنا بر اثر تصادف درگذشت.